# دهستان چنگماری
دهستان چنگماری (به لاتین: Chengmari Gewog) یک دهستان در کشور بوتان است که در ناحیهٔ سامتس واقع شده‌است.